# Rode Rechthoeknevel
De Rode Rechthoeknevel, zo genoemd vanwege zijn rode kleur en unieke rechthoekige vorm, is een protoplanetaire nevel in het sterrenbeeld Eenhoorn. De nevel, ook bekend als HD 44179, werd in 1973 ontdekt tijdens een raketvlucht in verband met het AFCRL Infrared Sky Survey genaamd Hi Star. Het dubbelstersysteem in het centrum van de nevel werd voor het eerst ontdekt door Robert Grant Aitken in 1915.

## Kenmerken
Hogeresolutieopnamen van de nevel in zichtbaar en nabij infrarood licht laten een zeer symmetrische, compacte nevel zien met X-vormige pieken die anisotrope dispersie van het circumstellaire materiaal impliceren. Het centrale binaire systeem is volledig verduisterd en levert geen direct licht.

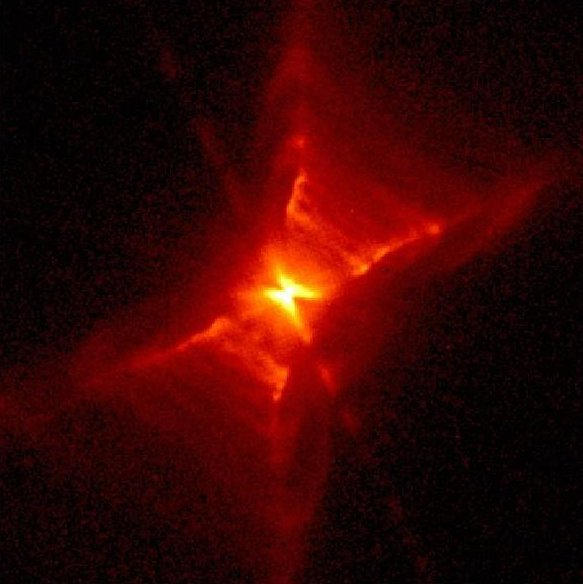
De nevel

Van de nevel is bekend dat hij bijzonder rijk is aan polycyclische aromatische koolwaterstoffen (PAK's). De aanwezigheid van dergelijke koolstofhoudende macromoleculen in de X-vormige nevelcomponent, terwijl van de equatoriale regio's bekend is dat ze silicaatrijke (O-houdende) stofkorrels bevatten, werd geïnterpreteerd als het gevolg van een verandering van de O/C-abundantieverhouding van de ster tijdens zijn evolutie. PAK's zouden echter ook kunnen worden gevormd als gevolg van de ontwikkeling van een centraal fotondissociatiegebied, een gebied waarin een zeer actieve chemie verschijnt als gevolg van dissociatie van stabiele moleculen door de UV-emissie van het centrale stersysteem. De nevel was de eerste nevel rond een geëvolueerde ster waarin een equatoriale schijf in rotatie goed werd geïdentificeerd (het bestaan van dergelijke schijven is slechts in enkele van deze objecten aangetoond, in de meeste is alleen vergroting waargenomen). De schijf absorbeert echter het stellaire licht en is praktisch niet te zien in het optische beeld, dat voornamelijk een relatief diffuse uitstroom voorstelt die zeer waarschijnlijk is gevormd uit materiaal dat aan de dichtere schijf is onttrokken. De duidelijke schijven suggereren verschillende episodes van verhoogde uitwerpsnelheid.
De Hubble ruimtetelescoop heeft een schat aan nieuwe kenmerken in de nevel onthuld die niet kunnen worden gezien door telescopen op de grond die door de atmosfeer van de aarde kijken. De oorsprong van veel van de kenmerken in deze stervende ster, met name het X-vormige beeld, blijft nog steeds verborgen of zelfs ronduit mysterieus. De aanwezigheid van een opvallende bipolaire symmetrie is gebruikelijk in protoplanetaire en planetaire nevels. Theoretici, zoals Noam Soker, Vincent Icke, Adam Frank, en anderen, hebben aangetoond dat deze axiale symmetrie kan verschijnen als gevolg van schokken door interactie van verschillende fasen van de stellaire winden (kenmerkend voor de late stellaire evolutie), maar de oorsprong ervan is nog steeds omstreden. Anderzijds zijn de X-achtige vorm en de lage snelheid van het uitstromende gas in de Rode Rechthoek eigenaardig, waarschijnlijk omdat de oorsprong (geassocieerd met een stabiele, uitgebreide schijf) anders is dan voor de meeste protoplanetaire nevels.